# Carex chikungana
Espèce
Classification phylogénétique
Carex chikungana est une espèce de plantes du genre Carex et de la famille des Cyperaceae.